# Michaił Czułkow
Michaił Dmitrijewicz Czułkow, ros. Михаил Дмитриевич Чулков (ur. 12 maja 1743 w Moskwie, zm. 4 listopada 1792 tamże) – pisarz rosyjski, reprezentant nurtu plebejskiego. Autor pierwszej rosyjskiej powieści obyczajowej Prigożaja powaricha (Nadobna kucharka, czyli przygody rozpustnej kobiety) (cz. 1 1770, cz. 2 nie ukończona). Był wydawcą miesięcznika satyrycznego „I to i sio” (1769) i (wraz z Michaiłem Popowem) rosyjskiego zbioru folklorystycznego Sobranije raznych piesien (tom 1–4 1770–1774).